# 41800 Robwilliams
41800 Robwilliams è un asteroide della fascia principale. Scoperto nel 2000, presenta un'orbita caratterizzata da un semiasse maggiore pari a 2,6046746 UA e da un'eccentricità di 0,2319160, inclinata di 25,01989° rispetto all'eclittica.